# Cherubino Busatti
Cherubino Busatti (auch Busatus; * frühes 17. Jahrhundert; † vor dem 15. August 1644 in Venedig) war ein italienischer Komponist und Organist.
Busatti war Mönch im Kloster San Sebastiano in Venedig und dort seit 1638 Organist. Er verfasste einige kurze, strophische Arien weltlicher Natur, von denen jedoch der Großteil verloren gegangen ist. Die erhaltenen Werke gelten größtenteils als eingänglich und kultiviert. Als Busattis Werk Settimo libro d’ariette a voce sola im Jahre 1644 erschien, war er bereits gestorben.
Busatti trug in der geistlichen und weltlichen Musik des 17. Jahrhunderts bedeutend zur Konsolidierung der begleiteten Monodie bei.

## Werke
- Arie a voce sola commode da ..., Venedig, 1638
- Settimo libro d’ariette a voce sola, Venedig, 1644